# هاچ
هاچ (به مجاری:  Hács) یک منطقهٔ مسکونی در مجارستان است که در ناحیه فونیود واقع شده‌است. هاچ ۲۱٫۲۸ کیلومتر مربع مساحت و ۳۶۰ نفر جمعیت دارد.